# Edones

Mapa, con entre otros, el territorio de los edones.

Los Edones (o Edoni, Edonios, Edónides, griego antiguo Ηδωνοί) era un pueblo tracio que vivió principalmente entre los ríos Nesto y el Estrimón, al sur de Tracia, pero también habitaron al oeste del Estrimón al menos hasta el río Axio. Los edones habitaban al norte del monte Pangeo, en el valle del río Angites. Habitaron en la región de Migdonia antes de que hordas macedonias les expulsaran. Hubo bastantes ciudades edonias, como Drabesco y Mircino.

## Historia
La estratégicamente importante colonia milesia de Ennea Hodoi (o "Nueve Caminos", la posterior Anfípolis) fue ocupada por los edones poco después de que los persas salieran del territorio.  Los edones y sus vecinos tracios derrotaron una invasión jónica masiva, dirigida por Atenas, 32 años después. Los atenienses se internaron más allá del valle del río Angitis, hasta Drabesco, antes de que fueran enfrentados y destruidos totalmente, con una pérdida de 10 000 soldados en el desastre.  Atenas, arrebató el control de Anfípolis a los edones justo antes de la guerra del Peloponeso. Brásidas liberó la ciudad durante este conflicto Después un golpe de Estado la convirtió en aliada suya. Formaban la mayor parte del ejército espartano cuando éste derrotó la ofensiva de Cleón.

## Mitología
Licurgo fue un rey mítico de los edones, que fue destruido por Baco por oponerse al culto del nuevo dios. Eran célebres por su culto orgiástico a Baco (Dioniso). En los poetas latinos, el término Edonis significaba bacanal femenina. 